# Clasificación americana para la Copa Mundial de Rugby de 2007
La Clasificación del Continente Americano para la Copa Mundial de Rugby de 2007 fue una serie de partidos internacionales disputados por las selecciones nacionales masculinas pertenecientes a Confederación Sudamericana de Rugby y North America Caribbean Rugby Association.
El continente americano contó con tres cupos directos a Francia 2007 y un cupo al repechaje frente a un país de Europa.

## Ronda 1 A

### Pre-clasificación
| 28 de mayo de 2005 | Santa Lucía | 36 - 25 | San Vicente y las Granadinas |  |  |

### Grupo A
| Pos. | Equipo            | Encuentros | Encuentros | Encuentros | Encuentros | Tantos  | Tantos    | Tantos     | Puntos |
| Pos. | Equipo            | jugados    | ganados    | empatados  | perdidos   | a favor | en contra | diferencia | Puntos |
| ---- | ----------------- | ---------- | ---------- | ---------- | ---------- | ------- | --------- | ---------- | ------ |
| 1    | Barbados          | 3          | 3          | 0          | 0          | 133     | 30        | +103       | 9      |
| 2    | Guyana            | 3          | 2          | 0          | 1          | 143     | 48        | 95         | 7      |
| 3    | Trinidad y Tobago | 3          | 1          | 0          | 2          | 116     | 54        | + 54       | 5      |
| 4    | Santa Lucía       | 3          | 0          | 0          | 3          | 0       | 260       | -260       | 3      |

### Grupo B
| Pos. | Equipo       | Encuentros | Encuentros | Encuentros | Encuentros | Tantos  | Tantos    | Tantos     | Puntos |
| Pos. | Equipo       | jugados    | ganados    | empatados  | perdidos   | a favor | en contra | diferencia | Puntos |
| ---- | ------------ | ---------- | ---------- | ---------- | ---------- | ------- | --------- | ---------- | ------ |
| 1    | Bahamas      | 3          | 2          | 0          | 1          | 50      | 32        | +18        | 7      |
| 2    | Islas Caimán | 3          | 2          | 0          | 1          | 42      | 37        | + 5        | 7      |
| 3    | Jamaica      | 3          | 1          | 1          | 1          | 23      | 31        | - 8        | 6      |
| 4    | Bermudas     | 3          | 0          | 1          | 2          | 31      | 46        | - 15       | 4      |

### Final
| 1 de octubre de 2005 | Barbados | 52 - 3 | Bahamas |  |  |

- Barbados Avanza a la Ronda 3B

## Ronda 1 B
| Pos. | Equipo   | Encuentros | Encuentros | Encuentros | Encuentros | Tantos  | Tantos    | Tantos     | Puntos |
| Pos. | Equipo   | jugados    | ganados    | empatados  | perdidos   | a favor | en contra | diferencia | Puntos |
| ---- | -------- | ---------- | ---------- | ---------- | ---------- | ------- | --------- | ---------- | ------ |
| 1    | Paraguay | 3          | 3          | 0          | 0          | 175     | 24        | + 151      | 9      |
| 2    | Brasil   | 3          | 2          | 0          | 1          | 164     | 25        | + 139      | 7      |
| 3    | Perú     | 3          | 1          | 0          | 2          | 18      | 157       | - 139      | 5      |
| 4    | Colombia | 3          | 0          | 0          | 3          | 17      | 168       | - 151      | 3      |

- Paraguay y Brasil avanzan a la Ronda 2

## Ronda 2
| Pos. | Equipo   | Encuentros | Encuentros | Encuentros | Encuentros | Tantos  | Tantos    | Tantos     | Puntos |
| Pos. | Equipo   | jugados    | ganados    | empatados  | perdidos   | a favor | en contra | diferencia | Puntos |
| ---- | -------- | ---------- | ---------- | ---------- | ---------- | ------- | --------- | ---------- | ------ |
| 1    | Chile    | 2          | 2          | 0          | 0          | 93      | 35        | + 58       | 6      |
| 2    | Paraguay | 2          | 1          | 0          | 1          | 67      | 46        | + 21       | 4      |
| 3    | Brasil   | 2          | 0          | 0          | 2          | 21      | 100       | - 79       | 2      |

| 2 de octubre de 2005 | Paraguay | 45 - 8 | Brasil | Asunción, Paraguay |  |

| 8 de octubre de 2005 | Chile | 38 - 22 | Paraguay | Santiago, Chile |  |

| 13 de octubre de 2005 | Brasil | 13 - 55 | Chile | Sao José dos Campos, Brasil |  |

- Chile Avanza a la Ronda 3A

## Ronda 3 A
- El ganador clasifica a la RWC 2007 como América 1, el segundo puesto avanza a la Ronda 4.

| Pos. | Equipo    | Encuentros | Encuentros | Encuentros | Encuentros | Tantos  | Tantos    | Tantos     | Puntos |
| Pos. | Equipo    | jugados    | ganados    | empatados  | perdidos   | a favor | en contra | diferencia | Puntos |
| ---- | --------- | ---------- | ---------- | ---------- | ---------- | ------- | --------- | ---------- | ------ |
| 1    | Argentina | 2          | 2          | 0          | 0          | 86      | 13        | + 73       | 6      |
| 2    | Uruguay   | 2          | 1          | 0          | 1          | 43      | 41        | + 2        | 4      |
| 3    | Chile     | 2          | 0          | 0          | 2          | 28      | 103       | - 75       | 2      |

| 1 de julio de 2006 | Chile | 13 - 60 | Argentina | Country Club, Santiago, Chile |  |

| 8 de julio de 2006 | Argentina | 26 - 0 | Uruguay | cancha del CASI, Buenos Aires, Argentina |  |

| 22 de julio de 2006 | Uruguay | 43 - 15 | Chile | Gran Parque Central, Montevideo, Uruguay |  |

## Ronda 3 B
- El ganador clasifica a la RWC 2007 como América 2, el segundo puesto avanza a la Ronda 4.

| Pos. | Equipo         | Encuentros | Encuentros | Encuentros | Encuentros | Tantos  | Tantos    | Tantos     | Puntos |
| Pos. | Equipo         | jugados    | ganados    | empatados  | perdidos   | a favor | en contra | diferencia | Puntos |
| ---- | -------------- | ---------- | ---------- | ---------- | ---------- | ------- | --------- | ---------- | ------ |
| 1    | Canadá         | 2          | 2          | 0          | 0          | 125     | 10        | + 115      | 6      |
| 2    | Estados Unidos | 2          | 1          | 0          | 1          | 98      | 56        | + 42       | 4      |
| 3    | Barbados       | 2          | 0          | 0          | 2          | 3       | 160       | - 157      | 2      |

| 24 de junio de 2006 | Barbados | 3 - 69 | Canadá | Bridgetown, Barbados |  |

| 1 de julio de 2006 | Estados Unidos | 91 - 0 | Barbados | Palo Alto, Estados Unidos |  |

| 12 de agosto de 2006 | Canadá | 56 - 7 | Estados Unidos | San Juan de Terranova, Canadá |  |

## Ronda 4
- El ganador clasifica a la RWC 2007 como América 3, el perdedor avanza al repechaje mundial.

| 30 de septiembre de 2006 | Uruguay | 13 - 42 | Estados Unidos | Montevideo, Uruguay |  |

| 7 de octubre de 2006 | Estados Unidos | 33 - 7 | Uruguay | Palo Alto, Estados Unidos |  |

- Estados Unidos clasifica a la RWC 2007 por un marcador global de 75 a 20.

## Clasificados
| Bandera de Argentina      |
| América 1 Argentina       |
| Clasificado a la RWC 2007 |

| Bandera de Canadá         |
| América 2 Canadá          |
| Clasificado a la RWC 2007 |

| Bandera de Estados Unidos |
| America 3 Estados Unidos  |
| Clasificado a la RWC 2007 |

| Bandera de Uruguay                 |
| America 4 Uruguay                  |
| Clasificado a la fase de repechaje |